# The Mighty B!
The Mighty B! is een Amerikaanse animatieserie over Bessy Higgenbottom, 10 jaar jong en een van de beste bijen-scouts aller tijden. In Amerika begon het eerste seizoen op 26 april 2008, en eindigde op 12 juni 2009. In de Benelux begon de serie op 8 november 2008.
Bessy's doel is om The Mighty B te worden, daarvoor moet je zeer veel badges verzamelen. Bessy heeft nu al meer badges dan eender wie, en heeft er in de eerste afleveringen nog iets meer dan 4000 te gaan, maar ze zal absoluut niet rusten tot ze ze allemaal heeft. Als Bessy inspiratie nodig heeft op een moeilijk moment, denkt ze als The Mighty B.
Dit zijn de cartoonhelden van de Mighty B:
- Bessy Hinkebottem: De hoofdpersoon van de animatieserie, Zij denkt dat ze een superheld is.
- Happy Walter Hinkebottem: Bessy's huisdier, Happy is een zwerfhond en heeft geen ouders.
- Benjamin Hinkebottem Bessy's kleine broertje van zes jaar. Zijn droom is om het hulpje van de Mighty B te zijn.
- Penny De domste Honingbij aller tijden. Ze is Bessy's vriendin.
- Portia Gibbons De meest knappe en populaire Honingbij. Ze heeft een hekel aan Bessy.
- Mary Francise Gibbons De troepleidster van de Honingbij, Ze zorgt ervoor dat haar dochter Porsia altijd de beste is, Maar dat lukt niet.

## Cast (NL)
- Bessy - Peggy Vrijens
- Benjamin - Dieter Jansen
- Penny - Donna Vrijhof
- Portia - Marlies Somers
- Mary - Jannemien Cnossen

## Lijst van afleveringen

### Seizoen 1
| Aflevering | Titel                              | Overzicht |
| ---------- | ---------------------------------- | --- |
| 01a        | Zo Happy Samen                     | Bessie heeft een hond nodig om de Dierenwaarderings-badge te krijgen, dus gaat ze op zoek met Ben naar een hond, Happy is de naam van de hond. Happy is niet enthousiast om een baasje te hebben.                                                                                                |
| 01b        | Een Zestiende                      | Bessie is eindelijk net groot genoeg om te mogen rijden in de rollercoaster, "De Punisher" (NL=???). Maar er komt 1 probleem, het blijkt dat ze één zestiende van een centimeter te klein is. Dus is ze net niet groot genoeg. Uiteindelijk helpt Happy om een rit te maken.                     |
| 02a        | Bij De Baby                        | Bessie & Penny moeten op Gwens baby's passen, dat zijn er vijf. En ze doen, en zijn meer dan ze laten blijken. |
| 02b        | Bij Angst                          | Bessie probeert alweer haar Kampeerbadge te halen, maar Portia en Gwen willen haar laten schrikken. |
| 03a        | Kunstmatige Onintelligentie        | Bessie bouwt een robot in een poging om haar Gekke Wetenschappersbadge te verdienen, maar Portia neemt de controle van de robot over. |
| 03b        | Wij Hebben De B!                   | Bessie wil in Portia's band, maar Portia wil dit niet. Dus gaat Bessie op zoek naar een andere band. |
| 04a        | Happy, De Kleine Wees              | Het is Moederdag en Happy weet niet waar zijn moeder is. Bessie gaat de stad rond om naar haar te zoeken, maar als ze is gevonden, leert ze Happy om Bessies regels te omzeilen. Maar het blijkt dat ze niet Happy's moeder is.                                                                  |
| 04b        | Lichaamsdeeltjes                   | Bessie en Penny raken verdwaald in een wetenschapsgebouw en denken dat ze zijn gekrompen en in een lichaam zitten. |
| 05a        | Bat Mitzvah Gangers                | Bessie en Penny beginnen met het verzieken van Bat Mitzvah-feestjes nadat ze aanwezig waren bij Penny's buurman Zanni's, en kijken uit naar het grote Bat Mitzvah-feestje bij Portia's nicht, Chelsea.                                                                                           |
| 05b        | Supergeheime Zwakheid              | Bessie ontdekt dat de zwakheid van The Mighty Bee zure bommen zijn, en probeert de Bay-area te bevrijden van de groente. |
| 06a        | En Ik Zie Bij                      | Een waarzegger vertelt Bessie dat ze in de toekomst kan kijken, maar haar zonnige voorspellingen voor Penny's verjaardag zijn fout, dus gebruikt ze haar gave om alles weer goed te maken. |
| 06b        | (Engels: Woodward and Beesting)    | Bessie probeert Portia's geheim te ontdekken door verslaggever bij de Hive Herald (NL = ???) te worden, maar ze komt tot de ontdekking dat ze een alien is. |
| 07a        | Dubbelvinger                       | Bessie volgt het advies van Vingér, Vingers slechte Franse neef, nadat Vinger gewond is geraakt in een origamicompetitie wat haar in de ellende leidt. Maar Vingér schijnt een slechte invloed op Bessie te hebben.                                                                              |
| 07b        | Kleine Dame                        | Bessies moeder wordt de troepleider en stopt met badges uitgeven wegens de Honingbijstructuur en gebrek aan zelfuitdrukking. |
| 08a        | De Leerling                        | Mary neemt Bessie aan als assistent voor het verkopen van beauty-producten, maar Bessie neemt dit iets te serieus. |
| 08b        | (Engels: Beenadict Arnold)         | |
| 09a        | Bijdehand                          | |
| 09b        | Penny Hartje Joey                  | Na te hebben gefeest in een restaurant met een nepkangoeroe op batterijen, denkt Penny dat de machine haar leuk vindt, en dit leidt tot een boze menigte. |
| 10a        | Tien Kleine Honingbijtjes          | |
| 10b        | Toet Toet                          | |
| 11a        | Nachtbraker                        | Bessie verdenkt Happy ervan weg te sluipen in de nacht, en volgt hem, en ontdekt dat Happy elke nacht naar een nachtclub gaat. Als Bessie dan uiteindelijk vertrekt, blijkt dat het een casino is.                                                                                               |
| 11b        | Hoed Truc                          | Door een goocheltruc die Bessie geeft aan de Honey Bees verdwijnen zowel Portia als Happy in een hoed. Bessie moet nu Portia en Happy uit de hoed bevrijden en tegelijk een goede show geven |
| 12a        | Apocalypseer                       | |
| 12b        | (Engels: Hive Jacked)              | Bessie leent de korf tijdelijk uit aan Gwen en Portia, maar langamerhand nemen ze de korf over |
| 13a        | Er Is Iets Mis Met Deze Toffee     | Bessie voelt dat er iets mis is met de toffee productie en start een uitgebreid onderzoek. |
| 13b        | Pijnlijke Naam                     | Als Bessie`s echte naam aan het licht komt, blijkt dat er een vloek op ligt: als iemand hem uitspreekt, gebeurt er iets ergs met die persoon |
| 14a        | Bij De Dokter                      | Bessy en Happy zijn beschadigd. Ze moeten naar de dokter, maar er is een probleempje: ze zijn bang voor de dokter. |
| 14b        | Erbij Of Niet Erbij                | |
| 15a        | (Engels: Thanksgiving Beenactment) | |
| 15b        | (Engels: Eye of a Honeybee)        | |
| 16a        | (Engels: Hen and Bappy)            | Ben en Happy wisselen van identiteit na een ongeval met een burrito, maar Ben moet een concert geven en met Happy`s karakter in Ben`s lichaam wordt dat lastig |
| 16b        | (Engels: Blinsided)                | |
| 17a        | Fijn Om Aan Het Gamen Te Zijn      | Nadat Gwen een game heeft gekocht raken de meiden verslaafd aan de game, wat slechte invloed heeft op de resultaten bij een race tegen de scoutinggroep de Bevers |
| 17b        | Ben Appetit                        | Ben heeft een rare aandoening met eten dat door Bessie wordt geserveerd, Bessie zoekt uit wat het betekent |
| 18a        | Portret Van Happy                  | Happy en Bessie proberen de beroemde fotograaf Fritz te overtuigen een portret van Bessie en Happy te maken, maar Fritz heeft een hekel aan honden. |
| 18b        | (Engels: O Say Can Bess See)       | |
| 19a        | (Engels: Macro Mayhem)             | |
| 19b        | Ben eist een ijsje                 | |
| 20         | De Steekvliegen                    | Een gevaarlijke scoutinggroep genaamd de steekvliegen neemt alle territoria van de scoutinggroepen uit San Francisco over, de Bijen gaan een uitdaging, geleid door Portia`s nichtje en ex-steekvlieg Chelsea, aan. Happy wordt tijdens de race geleid door de hond van een van de steekvliegen. |

### Seizoen 2
| Aflevering | Titel                                  | Overzicht |
| ---------- | -------------------------------------- | --------- |
| 21a        | (Engels: Dirty Happy)                  |           |
| 21b        | (Engels: Hairy Situation)              |           |
| 22a        | (Engels: Tour D'Alcatraz)              |           |
| 22b        | (Engels: Bee Plus One)                 |           |
| 23a        | (Engels: What's the Frequency Bessie?) |           |
| 23b        | (Engels: Bee Nice)                     |           |
| 24         | (Engels: Catatonic)                    |           |
| 25a        | (Engels: Bad to the Bee)               |           |
| 25b        | (Engels: Hive of Darkness)             |           |
| 26a        | (Engels: Mr. Turtleton's Wild Ride)    |           |
| 26b        | (Engels: Pirate's Life for B)          |           |
| 27a        | (Engels: Awww-esome!)                  |           |
| 27b        | (Engels: Dogcatcher in the Rye)        |           |
| 28a        | (Engels: Higgenbottom'$ 7)             |           |
| 28b        | (Engels: Gorilla's in the Midst)       |           |
| 29a        | (Engels: Bess-E)                       |           |
| 29b        | (Engels: The Bone Identity)            |           |
| 30a        | (Engels: Rinx!)                        |           |
| 30b        | (Engels: My Way Or the Bee Way)        |           |
| 31a        | (Engels: Public Enembee)               |           |
| 31b        | (Engels: One Million Years Bee.C.)     |           |